# Cigányvajda

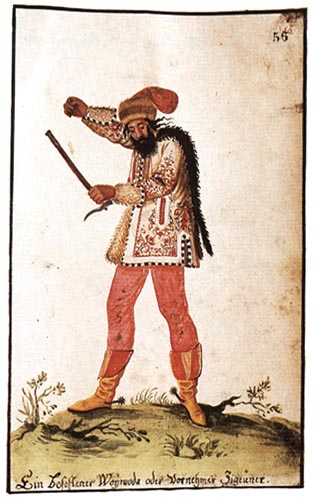
Cigányvajda (1700 körül), illusztráció egy 18. századi viseletgyűjteményből

A cigányvajda történelmi fogalom, a helyi vagy országos hatóságok által a cigányok közül kiválasztott elöljáró. A vajdarendszer a 18. század óta nem létezik, továbbélése a kortárs társadalomban nem alátámasztható. A mai, cigányvajdának nevezett személyek nem megválasztott vezetők, hanem önjelöltek, így nem képviselik a cigány származású magyar lakosságot. A történelem során a cigányvajda feladata volt az adott cigány csoport illetve a többségi társadalom közigazgatási rendszere közötti közvetítés, a konfliktuskezelés. Cigány (romani) neve eredetileg phurito, azaz 'besúgó', vagy mujalo, vagyis 'szájaló'. A vajda szó szláv eredetű (vojvoda), de a magyar nyelvben is ismerős: vezetőt, vezért (eredetileg hadvezért) jelent.
A cigány közösségek belső ügyeit nem a vajdaság intézménye, hanem a cigány törvényszék, a Romani Kris szabályozta, ez az intézmény azonban csak az oláhcigányok közt létezett. Ez a településen, karavánban, közösségben, cigánytelepen élő családos férfiak gyűlését jelenti, akik egyenrangúak, és közösen határoznak a közösség ügyeiben. A Romani Kris vitamegoldó, konfliktusfeloldó, igazságszolgáltatási, bírósági fórumként szolgált a cigányközösségek számára. A cigányvajda ugyanakkor a befogadó társadalmak és a nomád, vándorló cigányság közötti konfliktusok kezelésénél volt hasznos intézmény. Régebbi korokban a cigányvajda szerepe és státusza megkerülhetetlen volt a cigányok integrációjának előmozdításához.

## Történet

### A cigányok bevándorlása Magyarországra
A Cigánd helynév bizonyítottan a „cigány” népnévből származik, de jóval a cigányság megjelenése előtti időkből való, így előfordulása egyelőre talányos összefüggésekre utal. A török előrenyomulásával megkezdődött a cigány népcsoportok beáramlása a magyar területekre.
1423 az első fontos dátum az intézmény történetében, amikor László vajda oltalomlevelet (salvus conductus) kapott Zsigmond királytól.
A középkortól ismert vajdarendszerben a vajdák a mindenkori hatóság által kijelölt emberek voltak, akik legtöbbször a többségi társadalom vezetőit szolgálták, akik rajtuk keresztül vették fel a kapcsolatot a cigánysággal és érték el céljaikat. Természetesen csak saját közösségükön belül volt némi hatalmuk. A vajdának hatalmában állt, táborának egyik vagy másik tagját valamilyen „becstelen tettéért”, pl. gyilkosságért, társának meglopásáért, a vajda személyének megsértéséért a hatóságoknál bepanaszolni (besúgni).
1476-ban Mátyás király utasítást adott, hogy ne háborgassák a szebeni cigányokat. 1496-ban Bolgár Tamás híres cigány vajda volt, akit II. Ulászló király a törökök ellen vívott háború alkalmával, a szükséges golyók és hadi szerek készítésével bízott meg és akinek a király sajátkezűleg irt útlevelet adott ki.
Mi, Ulászló, Isten kegyelméből Magyarország, Csehország stb. királya, híveinknek, egyenként és együttvéve, prelátusoknak, báróknak, ispánoknak, várnagyoknak, nemeseknek és tiszttartóiknak, továbbá a városoknak, mezővárosoknak és falvaknak, s ezek elöljáróinak, a bíráknak és városgazdáknak, továbbá harmincad-, királyi adó- és vámfizetőknek, illetve az adó- és vámszedőknek, s minden, a jelen levelet olvasó alattvalónknak üdvözletünket küldjük.
Minthogy mi, nem egy hívünk felséges személyünkhöz evégből intézett kérésére Bolgár Tamás cigányvajdát s a vele utazó huszonöt sátor cigányt a más vajdákkal utazó cigányok társaságától elkülönítettük, s puskagolyó, valamint egyéb hadi szerszámok gyártására hívünk, tisztelendő atyánk a Krisztusban, Zsigmond pécsi püspök úr szolgálatára rendeltük, s akinek, valamint a vele utazóknak a hatalmuk alá tartozó összes területen biztonságos és szabad utat akarunk biztosítani, ezért a jelen levéllel szigorúan meghagyjuk és megparancsoljuk, hogy bármikor és akárhányszor Bolgár Tamás vajda a vele utazó huszonöt sátor cigánnyal és javaikkal együtt földjeitekre, birtokaitokra, mezővárosaitokba vagy harmincad-, királyi adó- vagy vámszedő helyeitekre érkezik, őket ott szabadon tartózkodni, időzni és áruikat szabadon eladni engedjétek és engedtessétek. Másként tehát nem cselekedvén, a jelen levelet elolvasván felmutatójának visszaadjátok.
Dátum Budán, 1496. június 6-án, magyarországi uralkodásunk hatodik, csehországi uralkodásunk huszonhatodik évében.
Ulászló király.
A 16. század folyamán a török hódítással összefüggésben újabb, nagyobb mérvű cigány bevándorlási hullám érkezett Magyarországra; a hódoltság ideje alatt a „cigányok vajdája” kifejezéssel illették a török kincstár számára cigányoktól adót szedő személyeket. A bevándorlók részben menekülőként, részben a benyomuló török hadsereg mellett segédkező nomád népként érkeztek, és maradtak itt a törökök kiűzése után is.
1552-ben I. Ferdinánd adómentességet adott a szamosújvári cigányoknak. Mátyás király rendeletét Báthory Zsigmond 1581-ben megerősítette. 1616-ban Thurzó György gróf menlevelet adott Ferenc vajdának és népének. Egy 1659. augusztus 29-én kelt oklevélből tudjuk, hogy Szendrő várához is tartoztak cigányok, akik Dániel vajda fennhatósága alatt éltek. 1661-ben Ung vármegye főispánja adott menlevelet György vajdának és népének. Szendrőn és Munkácson szinte minden cigány férfit vajdának neveztek, ennél fogva bíráskodási joggal felruházott vezetőjük a „vajdák vajdája” címet viselte.
Magyarországon a 16-17. században nem zaklatták a cigányokat üldözési rendeletekkel, akik zenéjükkel hamar meghódították a magyarok rokonszenvét, úgy, hogy már 1525-ben a hatvani országgyűlésen hivatalosan felfogadott cigányzenészek voltak. Királyaink és fejedelmeink szabadalmakat adtak a cigányoknak és egyes nagyobb kerületekben fővajdákat neveztek ki. A cigányok, mint kémek, sokszor nagy szolgálatokat tettek az országnak.
Gróf Esterházy János Veöreös Mihály vajdát, annak fiait, Veöreös Györgyöt, Veöreös Istvánt és öccsét, Rigó Györgyöt védelme és oltalma alá fogadta:
„szabadságot engedvén és adván nékiek, hogy az szentséges Magyar Korona alatt akármely Vármegyében lévő jószágimban és botom alatt szabados mesterségek, úgymint kovácsolások s cserélések után megbántódás és háborítás nélkûl szabadon élhessenek, táplálván abbéli keresményekkel mind magokat s mind pedig cselédeket. – Minekokáért kérek feljőlemlétett minden rendeket, a kiknek pedig illik, Tisztem szerint hagyom és parancsolom, hogy megnevezett Veöreös Mihály vajdát, fiait…, ezeknek mostani és ennekutánna születendeő maradékjokat, és sokszor emlétett Veöreös Mihály vajdaságához tartozó czigányokat, ha valahol az Magyar Korona alatt akármely Vármegyében az én jószágimban találtatnak, igaz útjokban és életek szabad táplálásában senkitől bántások vagy megháborítások ne légyen; sőt az én tekéntetemért más Méltóságos Urak és Nemesek jószágiban is szabados útazást és múlatást nékiek engedni ne nehezteljenek.”
A cigányok felett saját vajdájuk bíráskodhatott. A bíráskodási jogot ebben a korban fontos jognak tekintették, a cigány önkormányzatiság egyetlen elemét jelentette. Amikor az uradalom birtokosa a cigányok vajdáját elismerte, egyúttal büntetés terhe mellett kötelezte a cigányokat arra, hogy annak engedelmeskedjenek, s más cigányvajdát el ne ismerjenek:
„Holott pedig valamely czigány nem akarná szavát fogadni és ellene támadna: tehát hagyom és parancsolom minden rendbeli Tisztviselőimnek, hogy azon szófogadatlan czigányokat az megnevezett Tisztek fogják és érdeme szerént büntessék …”
II. Rákóczi Ferenc 1704. évi oklevelében megerősítette a cigányok feletti földesúri jogokat, és főnemesei közül országos fővajdát nevezett ki mind a cigány gonosztevők, mind a cigányok elleni túlkapások megfékezésére.
„Az vajdasága alatt czigányságnak penig keményen parancsoltatik, hogy említett Pápaji Mihály vajdájokat illendőképpen megböcsüljék, mindenekben tüle függjenek, őneki engedelmeskedjenek. Másképpen aki ez ellen cselekszik, tapasztalhatóképpen való kemény büntetést el nem kerüli.”

### Regulatio Cigarorum

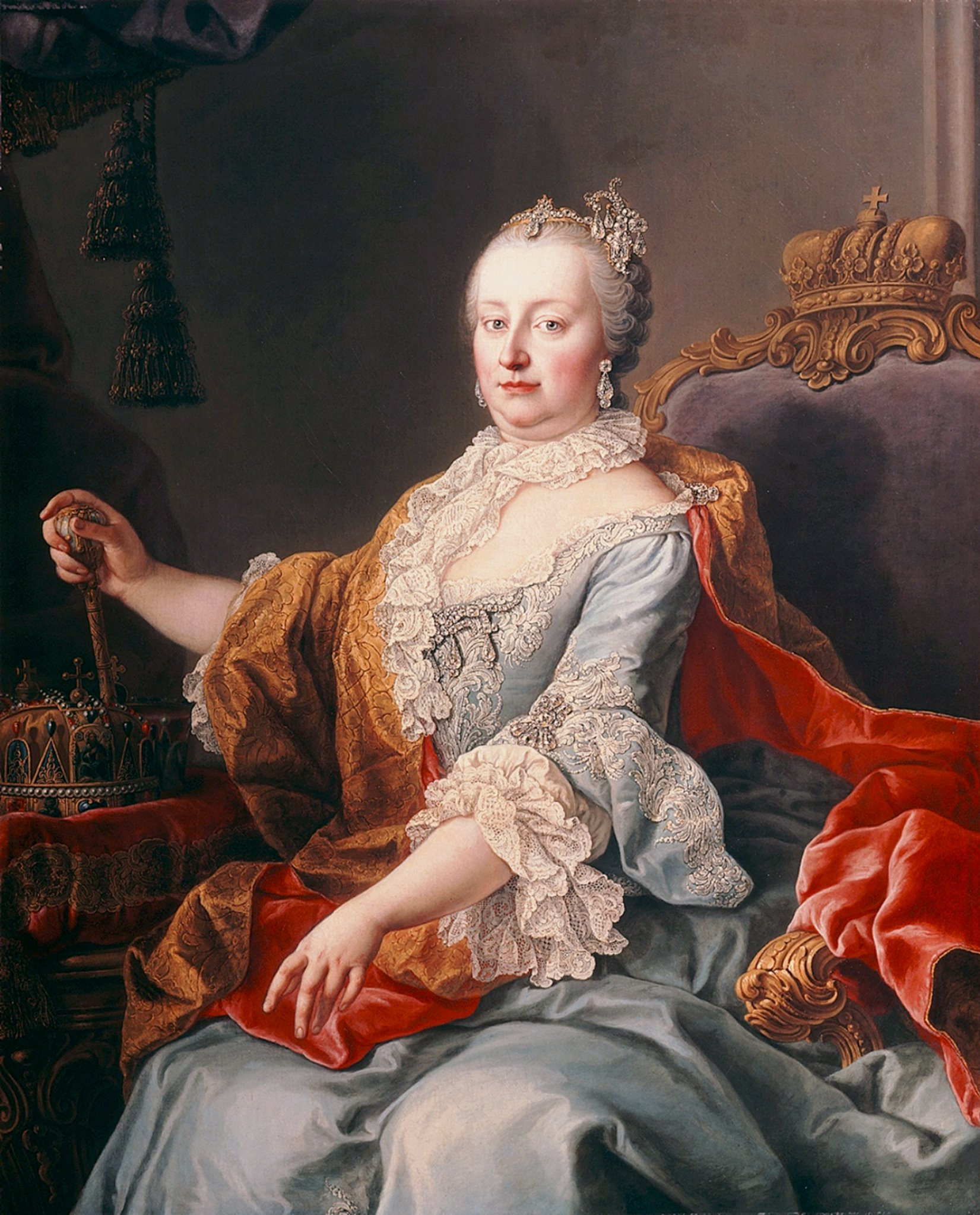
Mária Terézia császárné

Mária Terézia és II. József nevéhez fűződnek a Regulatio Cigarorum rendeletei. A 18. század végén megkezdődött a cigányok erőszakos integrálása és asszimilálása.
Mária Terézia 1761. november 13-án rendeletében megtiltotta a cigány nép elnevezésének további használatát és az új elnevezésüket tette kötelezővé: újlakosok, újmagyarok, újparasztok (németül Neubauer). 1767. november 27-én megtiltotta a cigányok egymás közti házasságát. Elrendelte az újparasztok félévenkénti összeírását, megtiltotta és büntette a döghúsevést.
1773-ban a cigány gyerekek polgári neveltetéséről rendelkeztek. El kellett venni a szülőktől a gyerekeket és más családnál kellett felnevelni őket. Megtiltották a lótartást. A vándorló életmód megszüntetését rendelték el. A cigányok nem kaptak útlevelet. Tilos volt számukra a hagyományos öltözködés. Erdélyben kormányrendelet írta elő, hogy a cigányok csak a falvak végén állíthatják fel a sátraikat.
Mária Terézia megtiltotta, hogy a cigányok vajdát válasszanak maguknak, mert úgy gondolta, hogy ez akadálya lehet az általa szorgalmazott asszimilációnak.
II. József földművelésre akarta szoktatni és vallásos nevelést akart adni a nomád népnek. A cigányul beszélőket pedig büntetéssel sújtotta. II. József figyelmét a Hont megyei „emberevő” cigányok pere irányította rá a cigánykérdésre. A „kalapos király” az uralma alatt álló tartományok közül Magyarországot tekintette a cigány asszimiláció kísérleti terepének.

### A reformkortól az első világháborúig
A 18. és 19. század fordulóján a Magyarországon és Erdélyben élő cigányok létszáma 75 000-100 000 fő közé tehető. 1848-ig több rendelettel próbálták megállítani a vándorcigányok beáramlását Magyarországra a közbiztonsági veszélyek fokozódása miatt, de sikertelenül.
A cigányvajda munkáját segítette és támogatta a helyi hatóság tisztségviselője a cigánybíró, aki a népesebb cigánytelepeket, településeket, városrészeket igazgatta, felügyelte. A vajdát szükség esetén felelősségre vonta. A vajdarendszer 1856-ig működött az országban.
Az 1893. évi cigány összeírás dokumentuma szerint 1893. január 31-én az összeírt cigányok létszáma 274 940 fő volt. Közülük a nagy többség már állandóan letelepedett volt, mintegy húszezer volt a huzamosabb ideig egy helyen maradók létszáma. A vándorló, nomád cigányok száma pedig alig kilencezer volt.

## Kultúra
Írtanak ezerben, ötszáz ötvenhatban, 

Pártosság magyar közt vala szép divatban;

Nagy-Idát Perényi birta, egyik párton;

Kapitány a várban jó Gerendi Márton.
Kapitány a rangja, de lehetne káplár,

Mert alighogy tíz-husz alattvalót számlál;

Hanemha betudjuk egy-egy emberszámba,

Ami ráadás volt gyülevész cigányba’.
Miért be ne tudnók s miért be ne vennők?

Eddig is a várat ki védte, ha nem ők?

Töri az ellenség, már tizenhét napja,

Mérgében a nyelvét hiába harapja.
És harapná, bizony, isten tudja meddig,

Ha az ennivaló el nem fogyna keddig;

Ezt a bölcs Gerendi látta még szombaton,

Hogy próféta lett vón’ pedig, nem mondhatom.
Hívatá azértan cigányok vajdáját,

Ledicsérte rútul az egész fajtáját,

Aztán így szóla bizodalmas hanggal:

„Bölcs, vitéz, nagy férfi, fejedelmi ranggal!
„Jól tudod, hogy e vár minden baja, gondja

Egyedül erőtlen vállaimat nyomja:

De sok, ami hogy sok, több mint elegendő: -

Nem bír annyi terhet egy szamár, mint kettő.
Erdő szélén nagy a zsivaj, lárma, 

Erdő szélén esküszik a cigányvajda lánya, 

Táncra perdül, vígan dalol az egész cigányhad, 

Csak egyedül a menyasszony arcán ül a bánat, 

arcán ül a bánat.
Szomorú a cigányvajda lánya, 

Rejtett könnyét senki más, csak édesanyja látja, 

Vigasztalja, felejtse el azt a rongyos régit, 

Édes anyám, nekem az kell, az a rongyos régi, 

az a rongyos régi.